# Herbert Henry Austin
Pour les articles homonymes, voir Austin.
Ne doit pas être confondu avec Herbert Austin.
Herbert Henry Austin, né le 1er juin 1868 à Thayetmyo (Birmanie) et mort le 27 avril 1937 à Southbourne on Sea, est un officier, géomètre-ingénieur colonial, explorateur et écrivain britannique.

## Biographie
Il est le deuxième fils du colonel Edmund Austin de l'armée indienne britannique. Il fait ses études au Clifton College et à la Royal Military Academy de Woolwich avant de rejoindre les Royal Engineers en 1887. 
Promu lieutenant en 1890, en 1891, il est l'un des quatre officiers des Royal Engineers nommés pour étudier le tracé du chemin de fer de l'Ouganda sous les ordres de James Macdonald, qu'il a rencontré alors qu'il servait à la frontière du Nord-Ouest. Pendant son séjour en Afrique, il est nommé Commandeur de l'Ordre de l'Étoile Brillante de Zanzibar et mène une expédition sur la rivière Omo. Avec Charles Gwynn, de 1899 à 1901, il complète la carte du massif éthiopien de Christian de Bonchamps et détermine les limites entre les bassins de la Sobat et du Nil Bleu. 
Il sert ensuite lors de l'expédition du Waziristan de 1894 à 1895, dans des opérations en Ouganda entre 1897 et 1898 (pour lesquelles il reçoit l'Ordre du Service distingué) et dans le golfe Persique de 1909 à 1910. Il est nommé Compagnon de l'Ordre de Saint-Michel et Saint-Georges lors des honneurs d'anniversaire de 1901 pour ses expéditions d'arpentage en Abyssinie.
Il est nommé officier d'état-major général a quartier-général de l'Inde en 1914 et est commandant du Cadet College Quetta l'année suivante. En 1915, il est promu brigadier-général et sert dans l'état-major général pendant la Première Guerre mondiale. Il reçoit l'Ordre de l'Aigle blanc (Serbie) (3e classe, avec épées) en 1916.

## Publications
- 1902 : Among Swamps and Giants in Equatorial Africa
- 1903 : With MacDonald in Uganda
- 1928 : Some Rambles of a Sapper